# Star Foods
Star Foods este o companie din industria alimentară din România.
Compania deține o fabrică de chipsuri și alte snacskuri sărate în orașul Popești-Leordeni (județul Ilfov).
Star Foods Romania a fost achiziționată de PepsiCo în noiembrie 2004.
Este cel mai mare producător de chipsuri din România.
Deține marca de chipsuri Lay's.
Compania desfășoară și activități de distribuție pentru alți producători alimentari, cel mai mare partener fiind Chipita.
Chipita este cel mai mare jucător pe segmentul croissantelor ambalate din România, cu brandul "7 Days".
Star Foods și-a început activitatea în România în 1993, inițial cu distribuția, dar ulterior a început și producția.
În 1999, compania a vândut linia de croissante companiei elene Chipita.
În Bulgaria, Star Foods a achiziționat la începutul lui 2008 un producător local de semințe și alune ambalate, Penelopa.
Număr de angajați:
| Anul         | 2009  | 2005 |
| ------------ | ----- | ---- |
| nr. angajați | 1.200 | 800  |

Cifra de afaceri:
| Anul          | 2008 | 2007 | 2003 | 2002 |
| ------------- | ---- | ---- | ---- | ---- |
| milioane euro | 100  | 96,5 | 40   | 36   |